# Годомар II
Годомар II (лат. Godomarus, фр. Gondemar; убит в 534) — последний правитель королевства бургундов, правил в 524 — 534 годах, сын Гундобада и брат Сигизмунда.

## Биография
В 523 году франки вторглись во владения бургундов и разгромили их в сражении. При этом Сигизмунд попал в плен, а Годомар смог бежать. Собрав новую армию, Годомар с её помощью отвоевал королевство. В ответ на это Хлодомир казнил Сигизмунда, его жену и двух сыновей. Вскоре франки снова вторглись в королевство бургундов. В решающем сражении при Везеронсе 21 июня 524 года бургунды одержали победу, а Хлодомир — один из королей франков — погиб. Это поражение заставило франков покинуть завоёванные в прошлом году земли бургундов.
В 532 году Хильдеберт I, Хлотарь I и Теодеберт I снова вторглись в королевство Годомара. Осадив Отён и обратив в бегство Годомара с остатками армии, они заняли всё королевство бургундов. В 534 году оно было поделено на три части между франкскими королями. Годомар II к этому времени был уже убит франками.